# 金黎
金黎（김려，1927年—1990年9月30日），朝鲜族，吉林龙井人，少将军衔。
金黎于1946年加入中国共产党，曾先后在中国红十字会、外交学会、中日友好协会等地工作，担任过中国国际友好联络会副会长、中日友协副秘书长、解放军总政治部联络部部长、中国钓鱼协会首任主席、全国政协委员等职。1990年在北京逝世，中国官方在讣告中称他是“中国人民的忠诚儿子、中国人民对外友好事业的积极活动家”。